# 新伊達尼亞
39°55′N 7°14′W / 39.917°N 7.233°W
新伊達尼亞（葡萄牙語：Idanha-a-Nova），是葡萄牙的城鎮，位於該國中部，由布朗庫堡區負責管轄，始建於1206年，面積1,416.34平方公里，2011年人口9,716，人口密度每平方公里6.9人。